# Franck Amsallem
Pour les articles homonymes, voir Amsallem.
Franck Amsallem (né en 1961 à Oran, alors en Algérie française), est un pianiste, arrangeur, compositeur et chanteur de jazz franco-américain.
Certaines compositions de Franck Amsallem font aujourd'hui partie du répertoire des standards de jazz, tels que Out a Day ou la ballade Dee, en atteste la présence de ces morceaux sur les fake books Real Book III et European Real Book.[source insuffisante],

## Biographie

### Jeunesse et formation
Ayant grandi à Nice, il se forme en autodidacte dès son plus jeune âge, mais c'est au saxophone, instrument qu'il a étudié au conservatoire de Nice, qu'il se produit pour la première fois sur scène, à l'age de 14 ans. Il intègre rapidement en tant que pianiste le grand orchestre de la classe de jazz du conservatoire de Nice, et restera pour toujours marqué par les concerts de Count Basie, Charles Mingus et Thad Jones/Mel Lewis lors de la Grande Parade du Jazz en 1977. Il se consacre ensuite entièrement à la musique lorsque John Lewis lui propose de devenir son élève pour le tournage du documentaire John Lewis dans la série La Leçon de Musique (1979).
Lors des jam-sessions du Nice Jazz Festival, il a l'occasion de jouer avec Jerry Bergonzi (en), Arnie Lawrence (en), Richie Cole et Michael Brecker, qui le motivent à aller étudier aux États-Unis.
Dès 1981 il part étudier au Berklee College of Music de Boston avec de grands maîtres dont Herb Pomeroy (en) et Michael Gibbs pour la composition. Il y obtient son diplôme en 1984 et reçoit deux fois le prix du meilleur pianiste de jazz. En 1986 à la Manhattan School of Music, il obtient un Master en composition de jazz avec Bob Brookmeyer. Il y étudie également le piano classique avec Phillip Kawin.
A New York il se produit avec Gerry Mulligan, Maria Schneider, Joe Chambers, Charles Lloyd, Blood, Sweat and Tears, et Harry Belafonte. Il enchaîne de nombreux enregistrements ou collaborations avec Rick Margitza, Gary Bartz, Jerry Bergonzi (en), Tim Ries (en), Kevin Mahogany, Danny Gatton, Philip Catherine, Joshua Redman, Roy Hargrove, Bobby Watson, Ravi Coltrane, Bob Belden, Sonny Fortune, Leon Parker, Judy Niemack (en), et en France avec Sara Lazarus, Stéphane Belmondo, Élisabeth Kontomanou, et Olivier Ker Ourio.

### Années 1990
Enregistré en 1990, son premier cd, Out A Day, avec Gary Peacock et Bill Stewart reçoit 4 étoiles (note maximale) dans le prestigieux Penguin Guide to Jazz on CDS. S'ensuivent plusieurs enregistrements sur les labels Freelance, Sunnyside, Challenge, Naive & Nocturne Records
Sa composition Obstinated, composée pour le Mel Lewis Jazz Orchestra (devenu au milieu des années 1980 le Vanguard Jazz Orchestra), est jouée en juin 1989 au Village Vanguard. Il compose ensuite pour l'Orchestre national de jazz d'Antoine Hervé, (ONJ 1989), le Prism Saxophone Quartet (The Farewell, 1992 ; The Chunnell, 1995), le Fulcrum Point Ensemble (Chicago) (Place du Temps, 1999). Il écrit la pièce de jazz symphonique Nuits qui sera reprise plusieurs fois et notamment par l'orchestre du Henry Mancini Institute à Los Angeles en 1999, avec divers solistes dont Bireli Lagrene, Philip Catherine, François Théberge ou Don Menza.

### Années 2000
Franck Amsallem s'est ré-installé en France en 2001. Il enregistre Summer Times en trio (2003) et A Week in Paris (2005) pour le label Nocturne tout en se produisant dans de nombreuses tournées à l'étranger.
En 2009, il se produit au festival Jazz à Vienne dans un programme à six pianos composé par Martial Solal, Petit exercice pour cent doigts, en compagnie de Benjamin Moussay, Pierre de Bethmann, Franck Avitabile et Manuel Rocheman.
Son album Amsallem Sings (2009) est le premier où on peut l'entendre chanter, sur des chansons extraites du Great American Songbook.

### Années 2010
En 2011, il est invité à diriger le WDR Big Band Köln pour lequel il a également composé, et écrit des arrangements.
Il repart en 2011 pour une longue tournée de 21 concerts dans six pays en Amérique Latine.
Un deuxième album vocal, en trio cette fois, intitulé Franck Amsallem Sings Vol.II  est publié en 2014.
En 2018 il participe à l'aventure en piano solo dans le coffret At Barloyd's.
Son album le plus récent, Gotham Goodbye, sort en septembre 2019. Délaissant les standards qu'il jouait sur ses précédents albums, il enregistre huit compositions originales au sein d'un quartet de jeunes musiciens (Irving Acao au saxophone ténor, Viktor Nyberg à la contrebasse, Gautier Garrigue à la batterie). Sylvain Siclier dans Le Monde, consacre un compte rendu détaillé et enthousiaste à ce nouvel enregistrement : « Dans ses doigts une bonne partie de l'histoire du jazz, un délié expressif, l'exactitude du choix des notes. Dans son écriture, une lisibilité, une évidence mélodique, à la manière justement des standards.». De La Terrasse à New York City Jazz Record, les comptes rendus de la presse sont élogieux. Une semaine après sa sortie, l'album est CHOC Jazz Magazine et à l'affiche d'Open Jazz de France Musique, ainsi qu'au Club JazzaFIP. Depuis 2012, Franck Amsallem est l'un des pianistes que l'on peut entendre fréquemment au Duc des Lombards, club de jazz parisien. 
Son nouvel album "The Summer Knows (un été 42) enregistré avec David Wong (contrebasse) et Kush Abadey (batterie) est paru en Mai 2025 sur le label Continuo.

### Enseignement
Il enseigne au 92nd Street Y (en) à New York de 1990 à 1993. Il donne également de nombreuses masterclasses partout dans le monde.

## Discographie
Un astérisque (*) indique l'année de publication.

### Sous son nom
| 1990  | Out a Day                     | OMD Records | Trio, avec Gary Peacock (basse), Bill Stewart (batterie)                                                                                             |       |                              |          |                                                        |
| 1993* | Regards                       | Freelance   | Quartet, avec Tim Ries (sax), Scott Colley (basse), Bill Stewart (batterie)                                                                          |       |                              |          |                                                        |
| 1996* | Is That So                    | Sunnyside   | Trio, avec Tim Ries (sax), Leon Parker (batterie, percussions)                                                                                       |       |                              |          |                                                        |
| 1997* | Another Time                  | Challenge/A | Trio, avec Gary Peacock (basse), Bill Stewart (batterie) réédition de Out a Day                                                                      |       |                              |          |                                                        |
| 1998* | Years Gone By                 | Challenge/A | Quartet, avec Tim Ries (sax), Riccardo Del Fra (basse), Daniel Humair (batterie)                                                                     |       |                              |          |                                                        |
| 2000* | On Second Thought             | Naïve       | Quartet avec Tim Ries (alto sax, soprano sax), Johannes Weidenmuller (basse), Marc Miralta (batterie)                                                |       |                              |          |                                                        |
| 2003  | Summer Times                  | Sunnyside   | Trio, avec Johannes Weidenmuller (basse), Joe Chambers (batterie)                                                                                    |       |                              |          |                                                        |
| 2005  | A Week in Paris               | Nocturne    | Duo au sextet, with Rick Margitza (sax), Stéphane Belmondo (trompette), Darryl Hall (basse), Élisabeth Kontomanou (voix), Dré Pallemaerts (batterie) |       |                              |          |                                                        |
| 2009* | Amsallem Sings                | Fram        | Solo piano et voix |       |                              |          |                                                        |
| 2014* | Franck Amsallem Sings Vol. II | Fram        | Trio avec Sylvain Romano (basse) et Karl Jannuska (batterie)                                                                                         |       |                              |          |                                                        |
| 2018* | At Barloyd's                  | Jazz&People | Solo piano |       |                              |          |                                                        |
| 2019* | Gotham Goodbye                | jazz&people | Quartet avec Irving Acao (sax), Viktor Nyberg (basse), Gautier Garrigue (batterie)                                                                   | 2025* | The Summer Knows (un été 42) | Continuo | Trio avec David Wong (basse) et Kush Abadey (batterie) |

### Comme accompagnateur
- 1991 : Toujours, Michel Perez, avec Ron Carter et Billy Drummond (Lazer/Instant Présent 1009)
- 1991 : Sous Verre, J.L. Almosnino - Nagette Haider, avec Jay Anderson et Adam Nussbaum (Lazer/Instant Présent 1008)
- 1992 : New York Stories, avec Danny Gatton, Bobby Watson, Joshua Redman et Roy Hargrove (Blue Note Records)
- 1995 : Imaginary Time, avec Randy Brecker, Ben Monder, Scott Colley et Joey Baron (Moo/Tokuma)
- 1996 : Blue note Then and Now, avec Jack Walrath, Bobby Watson, Judy Silvano, Tony Reedus et Jeff Andrews (Blue Note Records)
- 2000 : Prism Quartet, avec Tim Ries (en), Michael Whitcombe, Matt Levy, et Taimur Sullivan (Innova Recordings)
- 2006 : Stones World, Tim Ries, avec Bernard Fowler, Fred Favarel, Thomas Bramerie et Charlie Watts (Sunnyside)
- 2007 : Le Flirt de Satie, Gerard Kleijn, avec Paul Berner et Joost Kesselar
- 2009 : New Life, avec David Prez, Johannes Weidenmuller, et Bill Stewart (ParisJazzUnderground)
- 2012 : Hands Down, Linus Olsson, avec Jean-Marc Jafet et Nicolas Viccaro.
- 2014 : Keys, Mélanie Dahan, avec Thomas Bramerie et Lukmil Perez (Backstage)
- 2017 : Le Meilleur moment du Monde, Jean-Marc Jafet, avec Linus Olsson, Stéphane Guillaume et Alain Asplanato.

## Compositions
- 1992 : The Farewell, pour quatuor de saxophones, commande du Prism Saxophone Quartet ;
- 1993 : Nuits, pour orchestre à cordes, percussion et quartet de jazz, avec Biréli Lagrène en soliste, commande du festival Tendances.
- 1995 : The Chunnel, pour quatuor de saxophones, commande du Prism Saxophone Quartet ;
- 1999 : Place du Temps, pour octuor, commande de l'ensemble Fulcrum Point (Chicago) ;
- 2005 : A Vintage Blues, pour grand orchestre de jazz, commande du Vintage Jazz Orchestra (Paris) ;
- 2011 : Programme original pour le grand orchestre de Jazz du WDR Big Band ;
- 2013 : Brooding, pour piano, commande du Klavier Ruhr Festival pour Tamara Stefanovich ;

## Prix
- 1981-1983 : Boursier du ministère des affaires étrangères pour étudier au Berklee College of Music
- 1983-1984 : Boursier du ministère de la culture pour étudier au Berklee College of Music
- 1986-1987 : Boursier de la Manhattan School of Music
- 1989 : Prix de la Fondation de la vocation.
- 1989 : Prix de composition du National Endowment for the Arts
- 1990 : ASCAP Prix dans la série jeune compositeur.
- 1992 : 2nd prix au Great American Jazz Piano Competition, Jacksonville.
- 2010 : FACE Award (French American Cultural Exchange)